# دور شروكين
دور شاروكين (بالإنجليزية: Dur-Sharrukin)‏ وتعني قلعة سـرجون وهي عاصمة الإمبراطورية الحديثة في عهد الملك سرجون الثاني الـذي أمر ببنائها وتعرف اليوم ب«خورسباد» وهي قرية تقع على بعد 15 كم شمال مدينة الموصل, وقد اكتمل بناء دور شروكين في عام 706 قبل الميلاد عقب موت الملك سرجون الثاني.

## تأريـخ المـدينة

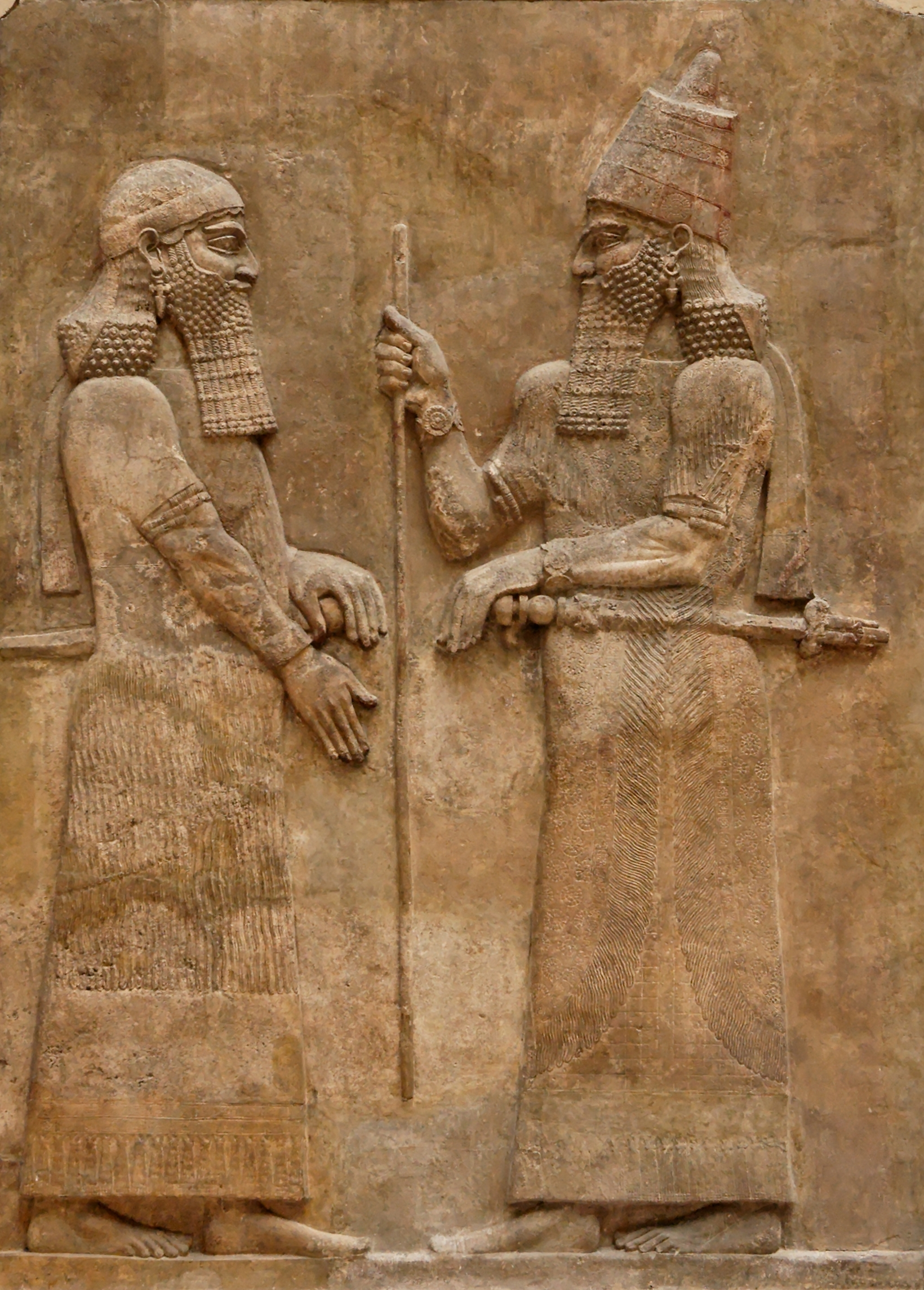
الملك سرجون الثاني (يمين) وأحد كبار الشخصيات (يسار).

أمـر الملك سرجون الثاني في عـام 717 قـبل المـيلاد ببـناء قـصر المـدينة على ملـتقى نـهري دجلة والزاب الاعـظم. حيـث قـدمت مـواد البنـاء والخـشب والحـرفين من مديـنة فينيقيا السـاحلية. حيث وثـقت الرسـائل الأشـورية أن ديـون عـمال البـناء قد ألـغيت من أجـل استـقطاب الـقوى العاملة الكافية. وأستخدمت الارأضي المحـيطة بالمـدينة في الـزراعة حيـث تـم زراعـة البسـاتين بالزيتـون لـزيادة تـغطية النقـص في انتـاج الزيت.
أكـتمل بناء المـدينة وأنتـقلت المحـكمة في مـطلع عام 706 قبل الميلاد ولـكن مقـتل سرجـون الثـاني في مـعركة عام 705 وأسـتلام أبـنه سنحاريب الحـكم والـذي تـرك المـدينة وعـاد إلى نينوى وأعاده الإمبراطورية الآشورية الحديثة قلل من أهـمية المـدينة وتـم هجـر المـدينة بالكـامل بعـد قـرن بـعد سـقوط الإمبراطورية الآشورية الحديثة.

## المـدينة
مـدينة مـربـعة التـخطيط قيـاسها 1758 * 1635 مـتر، محـاطة بـجدار طـويل وسـميك ومحـصنة ب157 بـرج يـحميها أضـافة إلى 7 ابـواب لدخـول ألـمدينة من جـميع الاتجـاهات أضـافة إلى المعـابد والقـصر المـلكي.
كأنـت المـعابـد الرئيـسية مخـصصة للألهه نابو وشمـش وسين بـينما خـصص أضـرحة أصـغر إلى الألـهة أداد ونيرغال ونينورتا أضـافة إلى مـعبد البـرج «الزقـورة» .
وكأنـت القـصور مزيـنة بالـنقوش والتماثـيل وألجـدران مـحمي بـتماثيل ثور مجنح التي يـصل وزنها الـى 40 طـن كـما وجد في المديـنة القـديمة مـتنزه مـلكي للـصيد أضـافة إلى بسـتان يحـوي على جمـيع النباتات العـطرية وأشـجار الفـاكهة التي نـقلت من ألاناضـول حيـث عـثر على كـتابات تـذكـر نـقل الالاف من أشـجار الفـاكهة الصـغيرة مـثل الـتفاح، والسـفرجل واللوز وغـيرها
وجـاء في إحدى النـصوص
 في قـناة حـديقة سرجـون المركـزية سـندت الأعـمدة جـناح السـرور التي تـطل على ربـوة الخـلق العظيمة، حديـقة التل التي صنـعت بأيـدي الأنسـان، الـتل كأن مـزروع بالـسرو والأرز وكأن عــلى صـورة المـشهد الأجـنبي لجبال الأمانوس في شـمال سـوريا، الـتي أعجـبت المـلوك الاشـورين.وفـي قـصورهـم الـتي أحتـوت على حدائـق طبق الأصل لما رائوها 

## اكـتشاف الاثار والـتنـقيب
تـم ملاحـظة المـوقع لأول مـرة من قـبل القـنصل الفرنسي في الموصل في عـام 1842م حيـث اعـتقـد أن خورسـباد هي أشور الـتوراتية حيـث بدأت التـنقـيبات بأشـراف القـنصل 1844-1842 ثـم تـبعه في المـراحل اللاحقة أيكـين فـلأدين حيـث اســتمرت التنـقيبات 1852-1855 تم فقـدان عدد كبـير من الأثـار التي عـثر الفـرنسين عـليها في دور شروكـين حيـث غـرقت في حادثـين نـقل نـهري
اعـيد التنـقيب مـوقع خورسباد في عـأم 1928-1935 من قـبل علـماء الاثار الأمريكـان من معهد الدراسات الشرقية في شيكاغو. وتـمت قيـادة العـملية بواسـطة أدوارد جيرا وركـزت على منـطقة القـصر. تم العـثور على ألثور المجـنح الكـبير الذي وصـل وزنه إلى 40 طـن الـذي كأن خـارج غـرفة العـرش. حيـث عـثر عليـه منـقسم إلى ثلاث اجـزاء كـبيرة وصـل وزن الجذع لـوحدة إلى 20 طـن، حـيث شـحن إلى شيكاغـو وتـم اكـمال التنـقيب بأشـراف جـوردون لاود وهـاميلتون داربي حيـث أسـتمر التـنقيب عـلى القـصر وبـوابة المـدينة ومجـمع المعـابد.
بـما أن دور شروكيـن كأنت لـم تـسكن لـمدة طـويلة فأن الأثـار الـتي عـثر عـليها قليلـة نـسبيا ألا أن الاكـتشافات الأوليـة وجـهت الـضوء عـلى الفـنون الأشـورية والمـعمارية

## تـخريب الاثار من قـبل داعـش
في عـام 2015 قـام تنـظيم الدولة الاسـلامية في العـراق والشـام الارهـابي بـتخريب الموقـع الاثـري بـواسطة الجـرافات والتـفـجير للموقـع الاثـري

## مـعرض الـصور

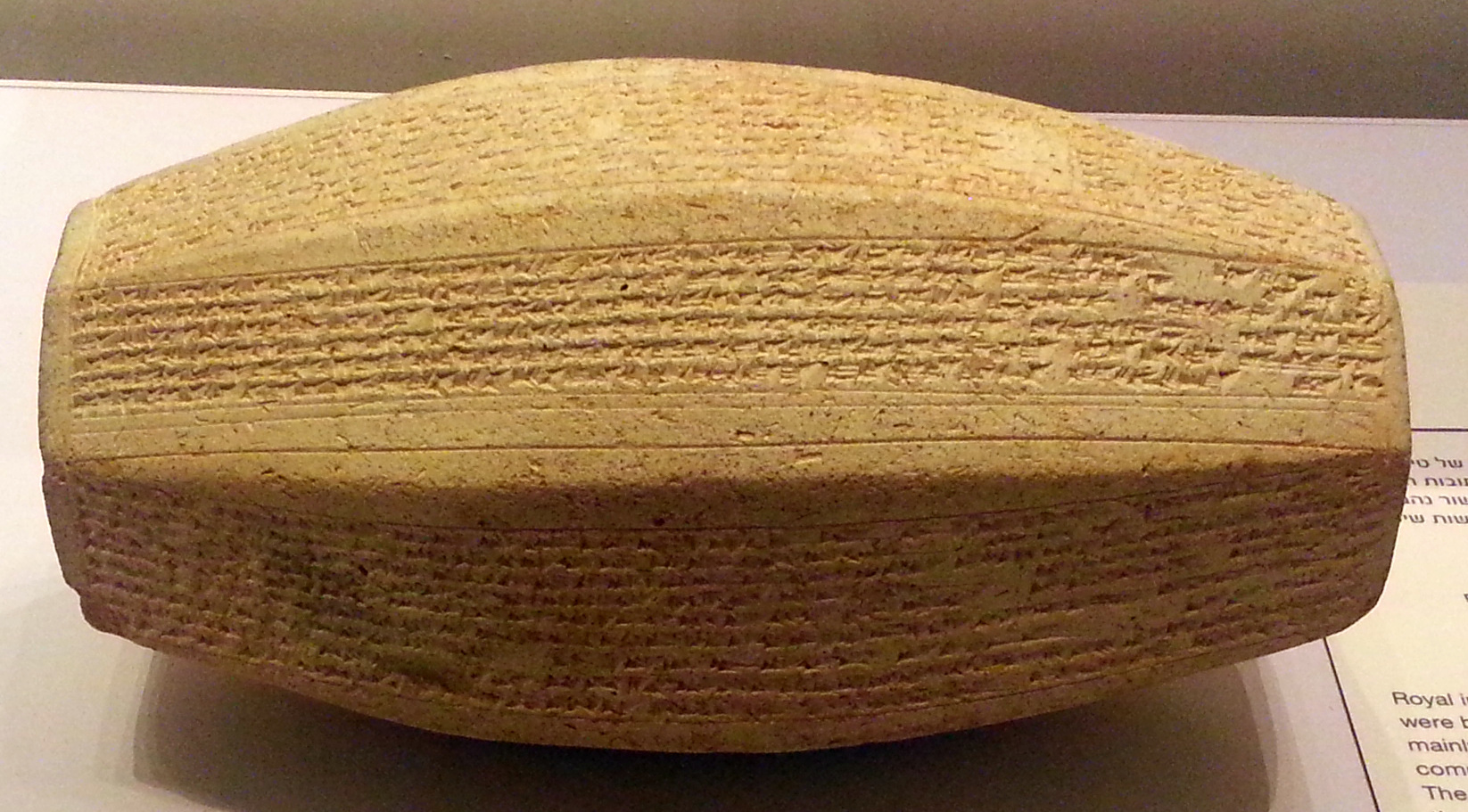
أٍٍٍٍٍسـطوانة من دور شوركين
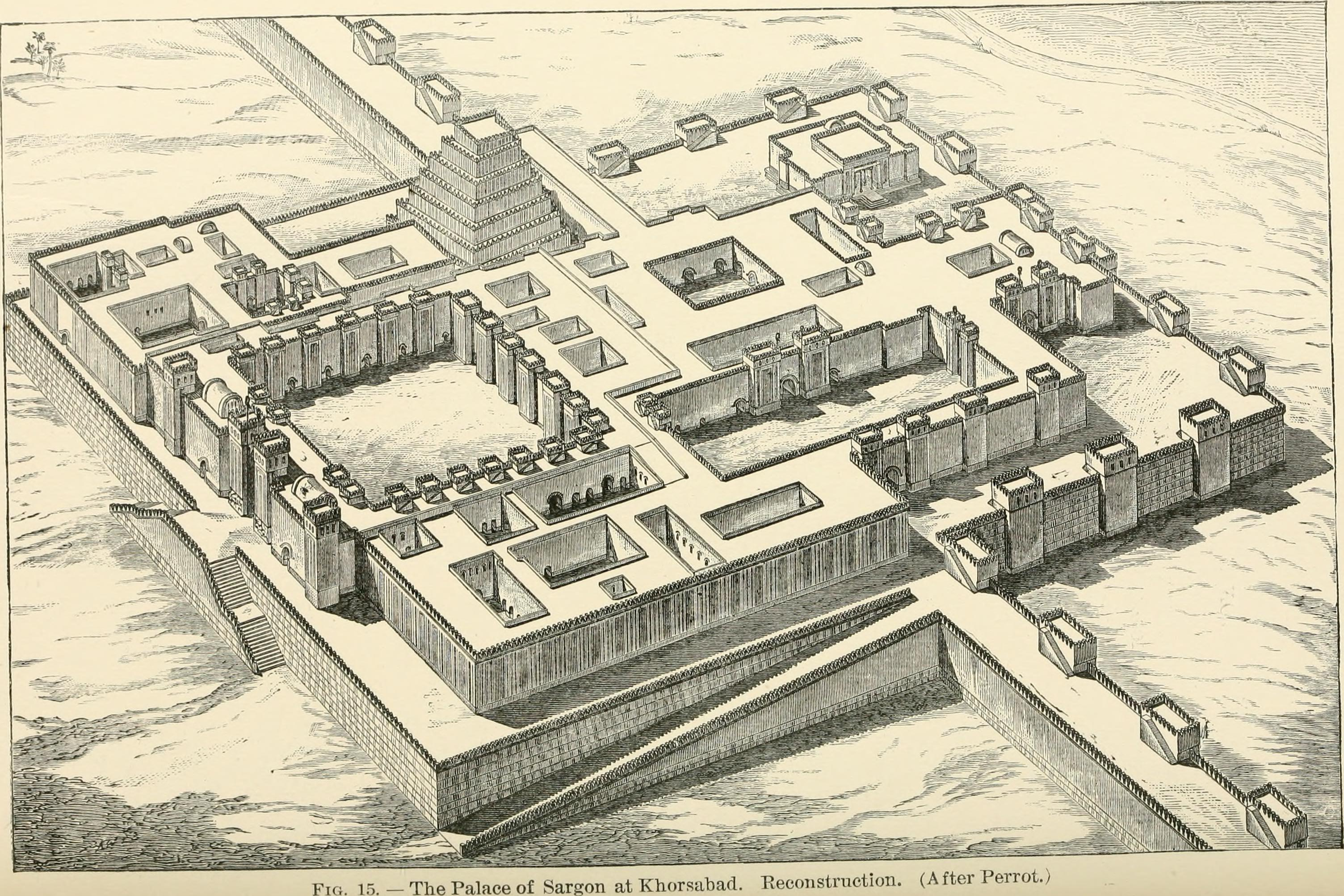
قـصر المـلكي رسـم 1905
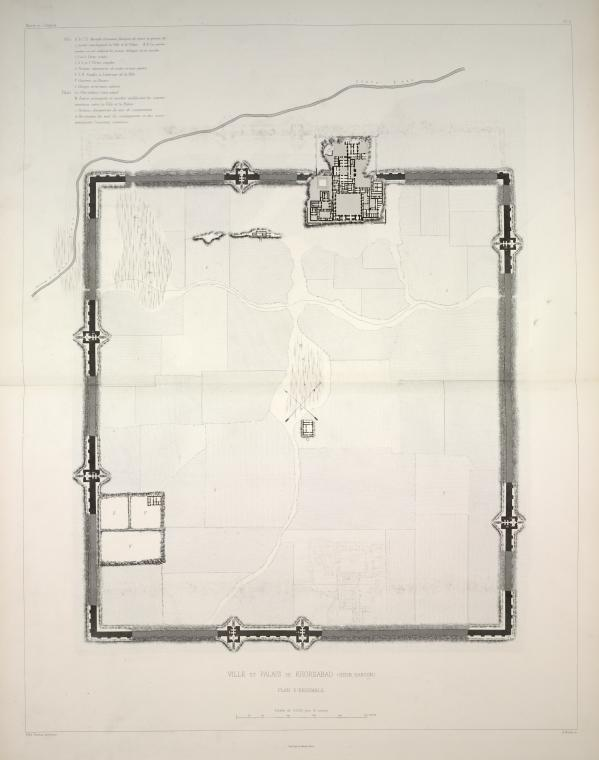
تـخطيط دور شروكين 1867
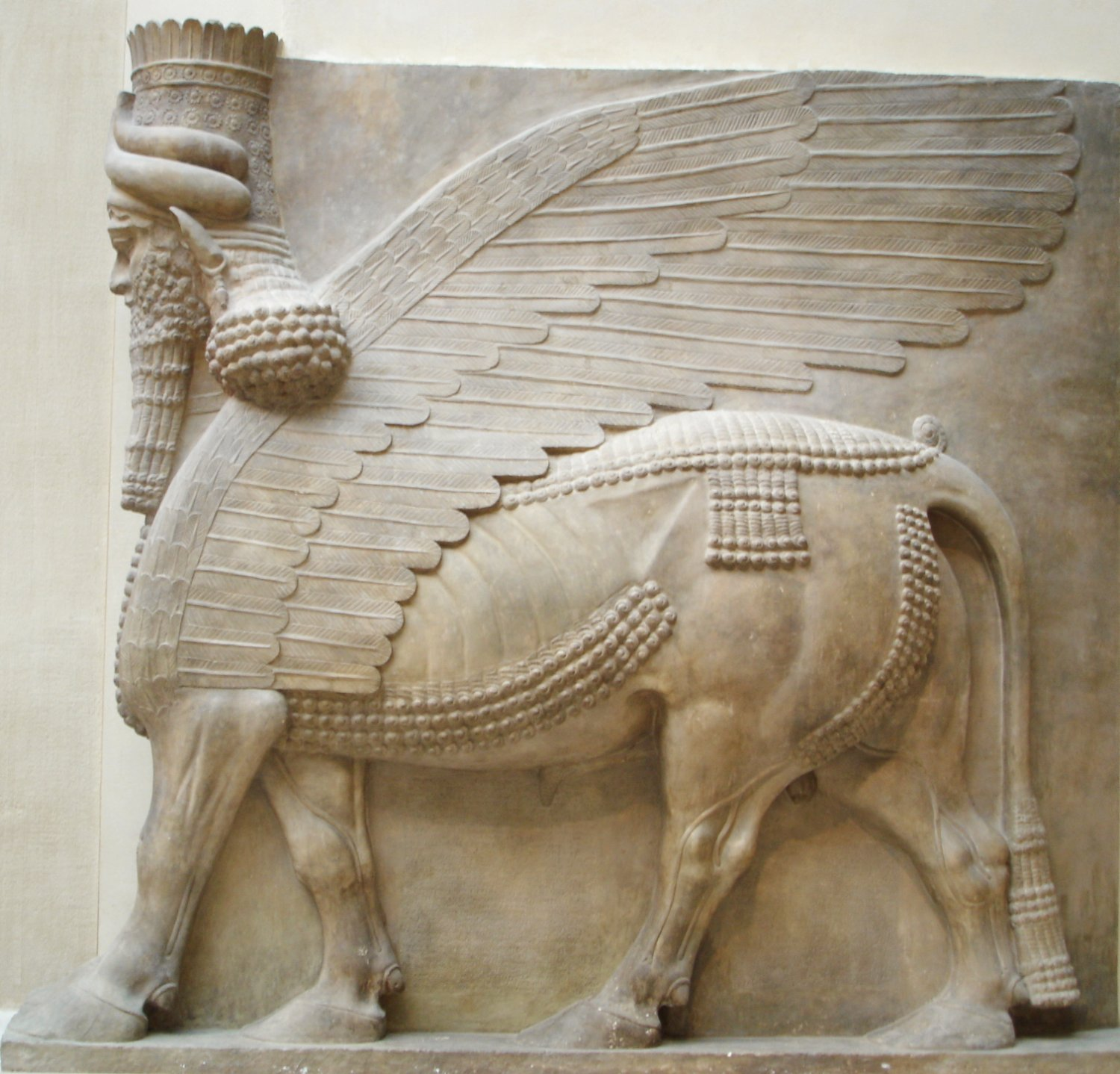
من أثار المنطقة
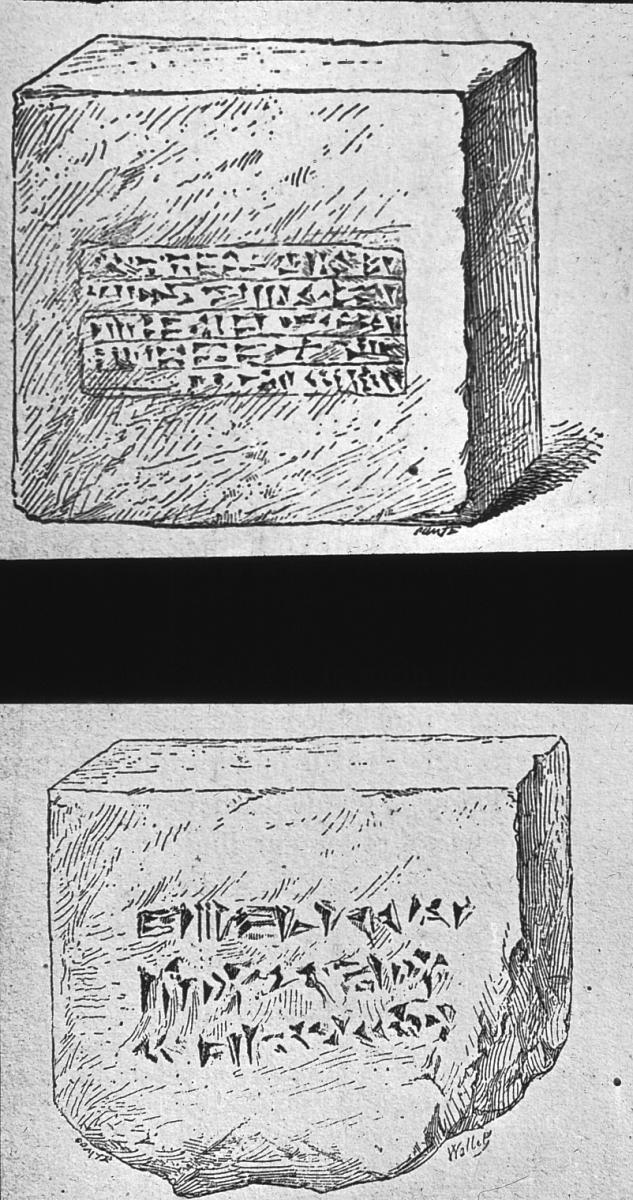
أحجار من خـورسباد
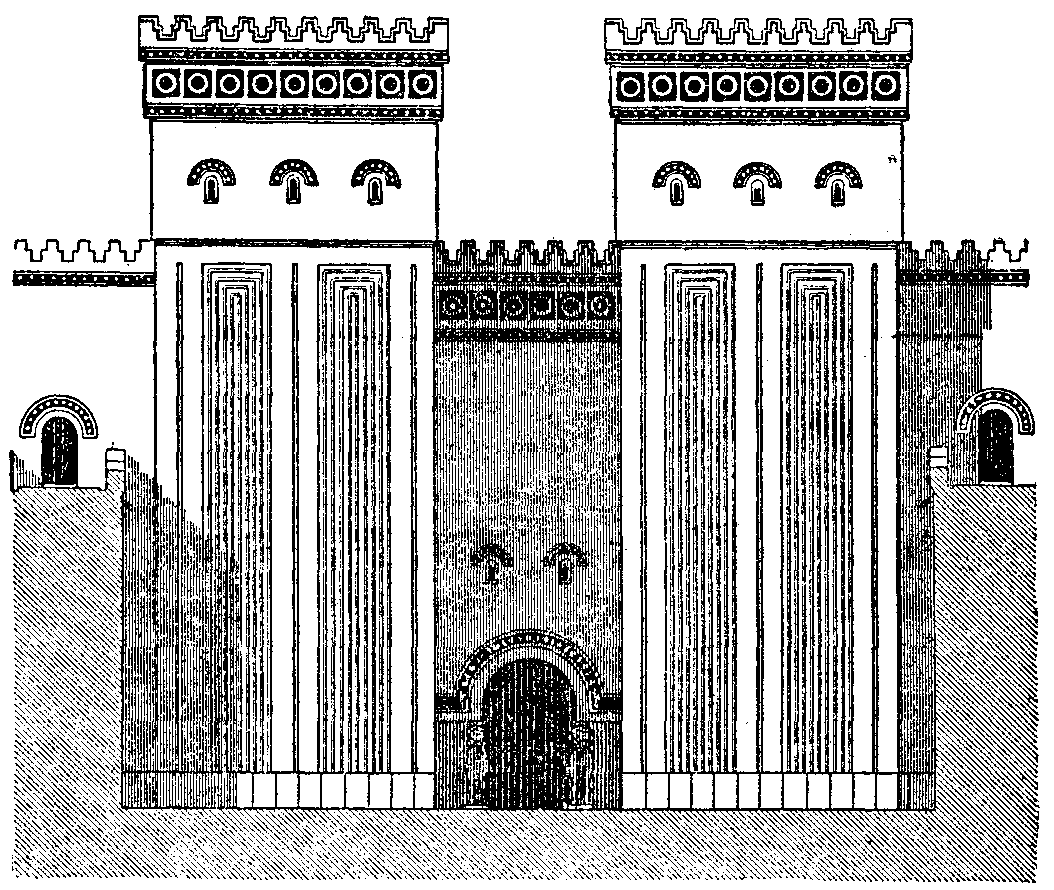
تـخطيط لقصـر خـورسـباد

## مـراجع
- A. Fuchs, Die Inschriften Sargons II. aus Khorsabad, Cuvillier, 1994, ISBN 3-930340-42-9
- A. Caubet, Khorsabad: le palais de Sargon II, roi d'Assyrie: Actes du colloque organisé au musée du Louvre par le Services culturel les 21 et 22 janvier 1994, La Documentation française, 1996, ISBN 2-11-003416-5
- Arno Poebel, The Assyrian King-List from Khorsabad, Journal of Near Eastern Studies, vol. 1, no. 3, pp. 247–306, 1942